# Brøndby Support
Brøndby Support er Brøndby IF's officielle fanklub.
Klubben er stiftet 30. april 1993 og har ca. 4500 medlemmer.
Brøndby Support har et værested ved Brøndby Stadion, kaldet Hytten. Her kan man være før og efter kamp og købe øl, vand og mad

## Bestyrelse
Formand: Sarah Agerklint.
Næstformand: Morten Small.